# فرابورت
فرابورت إيه جي فرانكفورت إيربورت سيرفيسيس وورلدوايد (بالإنجليزية: Fraport AG Frankfurt Airport Services Worldwide فرابورت إيه جي خدمات مطار فرانكفورت على مستوى العالم) أو ببساطة "فرابورت". هي شركة ألمانية تعمل في مجال النقل تُشغل مطار فرانكفورت بشكل أساسي، كما تمتلك حصصًا في تشغيل العديد من المطارات الأخرى حول العالم. في الماضي كانت تُدير أيضًا مطار فرانكفورت هان الأصغر والواقع على بعد 130 كيلومترًا غرب فرانكفورت الألمانية. شركة فرابورت مُدرجة في نظام التداول Xetra وفي بورصة فرانكفورت. الرئيس التنفيذي الحالي للشركة هو ستيفان شولته. حسب التقرير السنوي لسنة 2022 بلغ عدد الموظفين في الشركة نحو 19,211 موظف، وقد بلغت إيراداتها السنوية حوالي 3.2 مليار يورو. كانت فرابورت الراعي الرئيسي لفريق كرة القدم آينتراخت فرانكفورت في الدوري الألماني (البوندسليغا) من عام 2002 إلى 2012.
شركة فرابورت تقدم أيضًا خدمات التدبير الأرضي في المطارات التي تشغلها وكذلك في المطارات التي تشغلها أطراف أخرى، وغالبًا ما تقوم بخدماتها في بيئة تشغيل غير منظمة. شاركت فرابورت في تهيئة مطارين لإقلاع وهبوط طائرات إيرباص إيه 380 ذات البدن الواسع وهما مطار فرانكفورت ومطار أنديرا غاندي الدولي في الهند.